# Prepona omphale
Prepona omphale är en fjärilsart som beskrevs av Jacob Hübner 1819. Prepona omphale ingår i släktet Prepona och familjen praktfjärilar. Inga underarter finns listade i Catalogue of Life.